# Ikechukwu Ezenwa
Ikechukwu Ezenwa (Yenagoa, Bayelsa, Nigeria, 16 de octubre de 1988) es un exjugador de fútbol nigeriano que se desempeñaba en la posición de arquero. Desarrolló toda su carrera en el fútbol profesional de su país.

## Selección nacional

### Categorías inferiores
Formó parte del plantel de la selección sub-20 de Nigeria que disputó el Copa Mundial de Fútbol Sub-20 de 2007 en Canadá, en este torneo tuvo participación en tres partidos hasta que su equipo quedó eliminado en cuartos de final.

### Selección olímpica
También formó parte del plantel nigeriano en el Torneo masculino de fútbol en los Juegos Olímpicos de Pekín 2008 aunque en esta ocasión no llegó a jugar ningún partido. Fue medallista de plata luego que su selección perdiera la final del torneo ante Argentina.

### Selección absoluta
Ikechukwu Ezenwa hizo su debut internacional con la selección mayor de Nigeria en un partido amistoso que enfrentó a su equipo contra Niger el 8 de septiembre de 2015 ingresando como sustituto del portero titular Carl Ikeme, hasta el momento es su única participación internacional. En enero de 2016 fue convocado por el director técnico Sunday Oliseh para afrontar el Campeonato Africano de Naciones de 2016 que se desarrollará en Ruanda.